# Пантанеле (Латина)
Пантанеле је насеље у Италији у округу Латина, региону Лацио.
Према процени из 2011. у насељу је живело 448 становника. Насеље се налази на надморској висини од 62 м.